# Caesalpinia cacalaco
Caesalpinia cacalaco là một loài thực vật có hoa trong họ Đậu. Loài này được Humb. & Bonpl. miêu tả khoa học đầu tiên.

## Hình ảnh

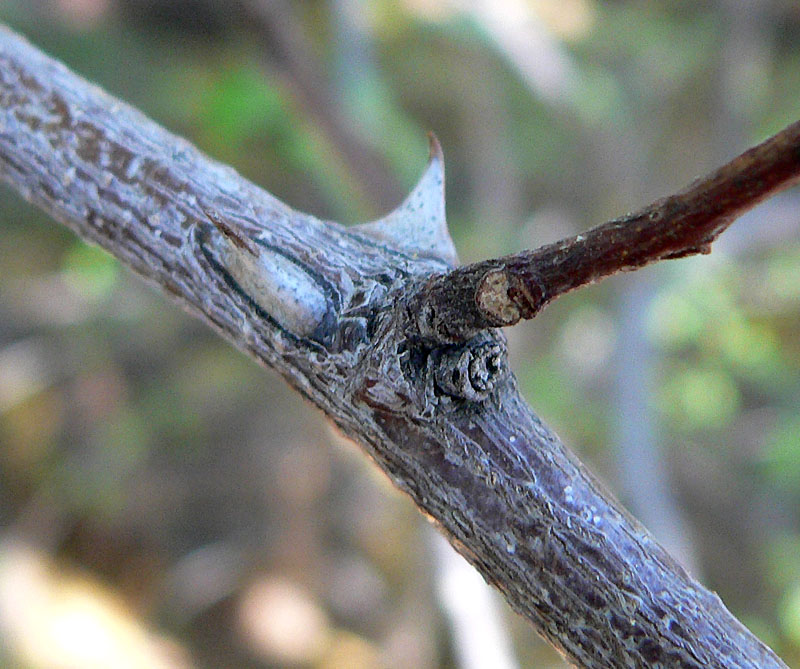